# 厄立特里亞禮天主教巴倫圖教區
厄立特里亞禮天主教巴倫圖教區 （拉丁語：Eparchia Barentuana）是厄立特里亞一個厄立特里亞禮天主教會教區，屬阿斯馬拉都主教區。
教區成立於1995年12月21日，範圍包括厄立特里亞西部。2010年有教友70,351人、六十九個堂區、374名司鐸。現任教區主教為多默·奧斯曼。